# 犹太居民委员会
犹太居民委员会（德語：Judenrat，德語：[ˈjuːdn̩ˌʁaːt]，复数形式为Judenräte）是第二次世界大战时期纳粹德国在欧洲占领区的犹太人社区中（主要为隔都）安置的行政机构。 德国人要求占领区的每个犹太社区成立一个犹太委员会。

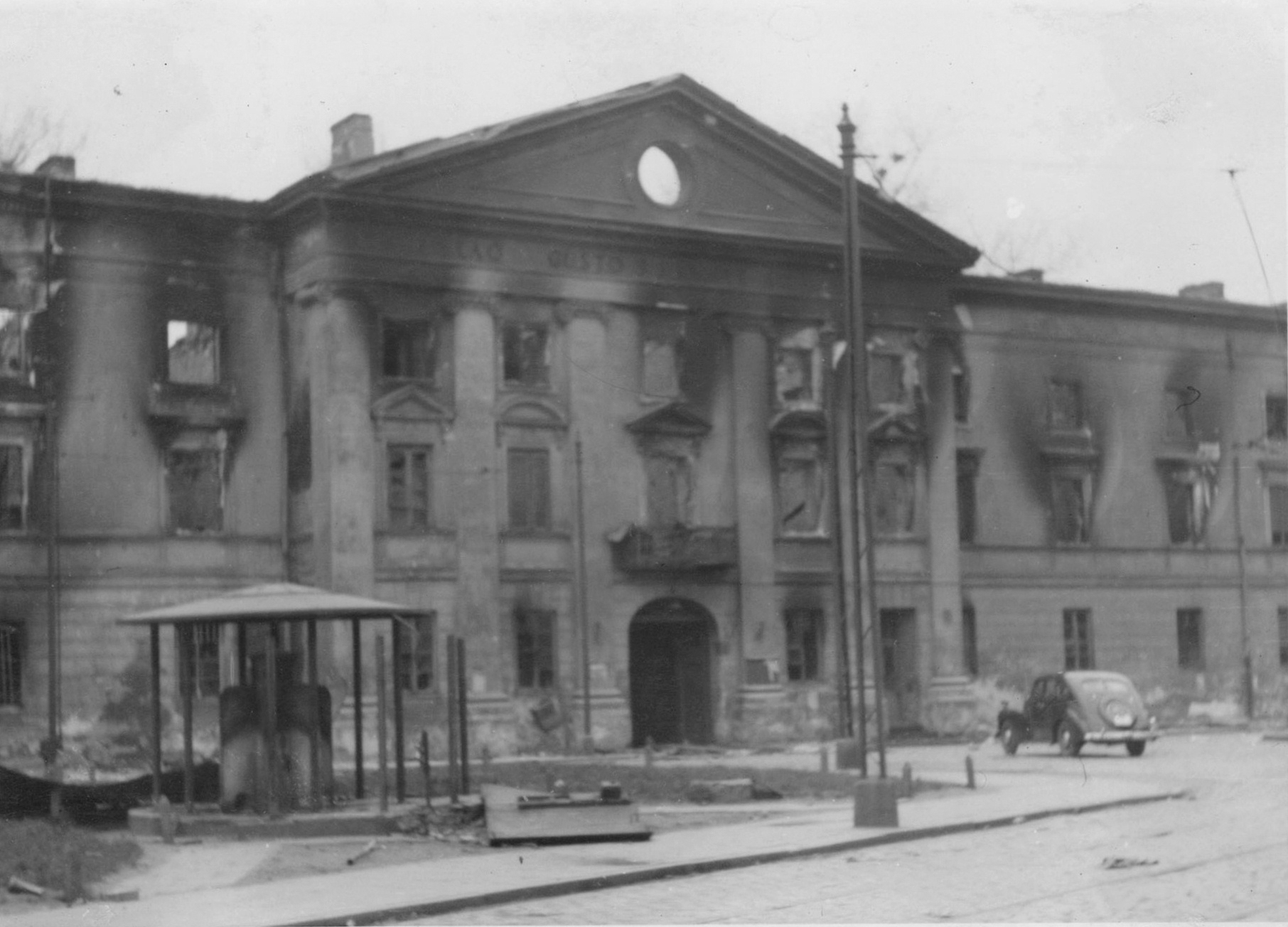
华沙犹太居民委员会的所在地，在隔都起义期间被纵火。

犹太居民委员会被纳粹用来控制较大的犹太人社区，是自身具备管理权的中间人。罗兹隔都和泰雷辛施塔特集中营等地的犹太人委员会被称作“犹太长老会”（ 或 ）。德国入侵波兰期间，首个犹太居民委员会于1939年9月21日在莱茵哈德·海德里希的命令下在波兰成立。